# فریدون اصفهانیان
فریدون اصفهانیان (زاده ۱ آبان ۱۳۳۷ در زنجان) داور سابق فوتبال اهل ایران است.
وی در تیم پرسپولیس زنجان و منتخب استان زنجان بازی می‌کرد اصفهانیان از سال ۱۳۶۰ به عنوان داور قضاوت خود را آغاز کرد و به عنوان داور بین‌المللی از داوری خداحافظی کرد و بعد از آن به عنوان ناظر داوری فعالیت خود را آغاز کرد.
وی در اردیبهشت ۱۳۹۱ به عنوان رئیس کمیته داوران فدراسیون فوتبال ایران انتخاب شده‌بود که در اسفند ۱۳۹۷ از این سمت استعفا داد.
فریدون اصفهانیان تا سال ۱۴۰۰ به مدت ۱۲ سال رئیس هیئت فوتبال استان زنجان بود.